# Yisrael Katz (1955)
Yisrael Katz (Hebreeuws: ישראל כץ) (Asjkelon, 21 september 1955) is een Israëlische politicus van Likoed. Sinds 7 november 2024 is hij als opvolger van Yoav Gallant minister van Defensie in het kabinet-Netanyahu VI. Eerder was hij minister van Buitenlandse Zaken, Inlichtingen, Atoomenergie, Vervoer, Landbouw en Landelijke Ontwikkeling. Tijdens zijn verplichte militaire dienst bracht hij het tot kapitein bij de paratroepers. Hij behaalde een bachelor in de internationale betrekkingen aan de Hebreeuwse Universiteit van Jeruzalem en een master in de politieke wetenschappen aan de Bar-Ilanuniversiteit. 
Yisrael Katz is getrouwd, heeft twee kinderen en is woonachtig in mosjav Kfar Ahim.

## Politieke carrière
In 1996 werd hij net niet verkozen in de Knesset maar kon twee jaar later in 1999 alsnog ter vervanging van Ehud Olmert in het parlement zitting nemen, een positie die hij nog steeds bekleedt. Van 2003 tot januari 2006 was hij minister van Landbouw en Landelijke Ontwikkeling in het kabinet-Sharon II. 
In januari 2004 kondigde hij een plan aan om substantieel het aantal kolonisten in de Golanhoogten te verhogen. In dezelfde periode lobbyde hij, samen met de Zionistische Wereldorganisatie, $32 miljoen dollar uit te trekken voor premies en subsidies voor Israëlische nederzettingen op de Westelijke Jordaanoever.
In 2006 stapte Katz voortijdig uit de regering nadat vicepremier Olmert een tussentijds kabinet had gevormd bestaande uit leden van Kadima nadat premier Ariel Sharon in coma was geraakt. 
In 2007 adviseerde de politie Katz te vervolgen vanwege fraude en vertrouwensbreuk die te maken hadden met politieke benoemingen op het ministerie van Landbouw tijdens zijn ambtsperiode. Door de toenmalige procureur-generaal werd het onderzoek gesloten.
Van 2009 tot 2013 was hij minister van Vervoer, Nationale Infrastructuur en Wegveiligheid in het kabinet-Netanyahu II. In die functie besloot hij tot een transcriptie in het Hebreeuws van alle Engelse en Arabische namen op verkeersborden. In februari 2010 werd hij er door het Hooggerechtshof van Israël op gewezen dat scheiding van seksen in openbare bussen, zoals Haredi doen, onwettig is. In juli 2011 legde Katz het besluit vast dat de staat buskaartjes binnen de nederzettingen op de Westelijke Jordaanoever subsidieerde waarmee deze goedkoper werden dan kaartjes voor ritten binnen de Groene Lijn. Dat zou de staatsuitgaven voor militaire en veiligheidsescorten voor niet-bewapende, particuliere voertuigen sterk reduceren.
Hij bleef tot 2015 op deze ministerspost in het kabinet-Netanyahu III, en sinds 2015 in het kabinet-Netanyahu IV (zonder de post Nationale Infrastructuur). Tevens was hij in dit kabinet minister van Inlichtingen en Atoomenergie.
In maart 2016 diende hij bij de Knesset een wet in die de Israëlische regering in staat stelde families van terroristen te deporteren, wanneer zij van een daad hadden geweten, het hadden aangemoedigd of erbij hadden geholpen. Deze maatregel vond breed support bij de regerende coalitie. Diezelfde maand beargumenteerde Katz dat Israël 'doelgerichte verwijdering van burgers' zou moeten toepassen op leiders van de BDS-beweging.
In februari 2019 droeg Netanyahu zijn ministerspost van Buitenlandse Zaken, die hij sinds 2015 had, over aan Katz.
Diezelfde maand kwam Katz in opspraak na een publieke bewering dat "Poolse baby's antisemitisme opzuigen via de moedermelk". Uit protest besloot de Poolse regering niet deel te nemen aan het Visegrad-overleg dat in Israël zou plaatsvinden, als gevolg waarvan het overleg werd afgezegd. Later voegde Katz toe dat volgens hem "veel Polen met de nazi's hebben gecollaboreerd en hebben deelgenomen aan de vernietiging van Joden tijdens de Holocaust; antisemitisme is de Polen aangeboren, vóór de Holocaust, tijdens, en daarna". De Poolse regering heeft Katz' beweringen gekwalificeerd als racistisch en historisch onjuist.
Op 17 mei 2020 werd Katz minister van Financiën in de nieuwe regering van Netanyahu. In de daaropvolgende 37e regering van Israël van 29 december 2022 werd hij minister van Infrastructuur, Energie en Waterstaat. 
Direct na het begin van de Oorlog in Gaza vanaf 2023, kondigde Israël een volledige blokkade van de Gazastrook af, verklarend dat elektriciteit, voedsel, brandstof en water afgesloten zouden worden. Direct na 7 oktober had Israël alle voorraden voor Gaza gestopt, inclusief voedsel en medicijnen, en had gebouwen en medische centra gebombardeerd, waarbij 700 mensen werden gedood en duizenden meer waren gewond. Katz steunde de blokkade en vermeldde op X: "We will fight the terrorist organization Hamas and destroy it. All the civilian population in Gaza is ordered to leave immediately. We will win. They will not receive a drop of water or a single battery until they leave the world."
Sinds 7 november 2024 is Katz minister van Defensie nadat Netanyahu Yoav Gallant ontslagen had.
In januari 2025 besloot hij om de administratieve detentie van kolonisten ongedaan te maken, en arrestaties en gerechtelijke onderzoeken van Joodse kolonisten, die verdacht worden van terroristisch geweld, af te schaffen. Legerfunctionarissen zeiden dat dat besluit extreemrechtse kolonisten zal aanmoedigen om Palestijnen aan te vallen. Begin februari werd oud-generaal Eyal Zamir door Netanyahu en Katz benoemd als Chef van de Israëlische Generale Staf in actieve dienst van het Israëlisch Defensieleger (IDF), ter vervanging van Herzl Halevi.